# FK Machtaaral
Der FK Machtaaral (kasachisch Мақтаарал футбол клубы, russisch Футбольный клуб Махтаарал) ist ein kasachischer Fußballverein aus Atakent im Kreis Maqtaaral.

## Geschichte
Gegründet wurde der Verein 2012.
Der Verein spielt derzeit in der Ersten Liga, der zweithöchsten Spielklasse von Kasachstan.

## Erfolge
- 2. Platz Ersten Liga: 2021  ▲

## Stadion
Der Verein trägt seine Heimspiele im 4.229 Zuschauer fassenden Alpamis Batir aus.

## Trainer
- Schaisidin Kenschebajew